# Маккаллин, Шона
Шона Маккаллин (англ. Shona McCallin, родилась 18 мая 1992 года в Ньюарк-он-Тренте) — британская хоккеистка на траве, защитница клуба «Сёрбитон». В составе сборной Великобритании — чемпион летних Олимпийских игр 2016 года. На международных турнирах представляет Англию, в её составе — чемпионка Европы 2015 года.

## Спортивная карьера
Начала заниматься хоккеем с шести лет в клубе «Ньюарк Оттерз энд Биверз» под руководством Кристин Фергюссон, до 14 лет также играла в футбол. Выступала в разных клубах Нортингемпшира, была капитаном сборных Англии в возрасте до 16 и до 18 лет. В 2013 году была капитаном молодёжной сборной Англии на юниорском чемпионате мира в Мёнхенгладбахе, Германия (4-е место).
В составе сборной Англии Шона выиграла чемпионат Европы в 2015 году, а в составе сборной Великобритании — Олимпийские игры 2016 года. Отбор в британскую сборную Шона прошла в благодаря учебной программе в Бишэм-Эбби.

## Личная жизнь
Шона окончила школу для девочек Кестевен-Грэтем, экзамены за курс средней школы сдала в школе Рептон. Окончила Тилбургский университет по специальности «международный бизнес»; прожила в Нидерландах три с половиной года, играя за клуб МОП. Свободно владеет нидерландским языком.